# La Mesa (Veraguas)
Pour les articles homonymes, voir La Mesa.
La Mesa est une ville située dans le district de La Mesa, province de Veraguas, au Panama. En 2010, la ville comptait 3 338 habitants.